# ドンパン節
ドンパン節（ドンパンぶし）とは、秋田県大仙市（中仙地域）で主に歌われている民謡である。秋田県の代表的な民謡のひとつとして上げられ、全国的にも知られている。

## 概略・特徴
秋田県仙北郡豊川村（旧仙北郡中仙町、現大仙市豊川）の宮大工高橋市蔵（1868年 - 1945年）が作詞・作曲した甚句のひとつである。高橋は、東北地方はもとより関東・東海でも活躍した名工として知られ、「円満造」「東北の左甚五郎」と呼ばれた。即興で棟上げの際の祝い歌のようにして歌われた「円満造甚句」を、1935年前後に民謡編曲家の黒沢三一が大衆向きに編曲したものがこんにちのドンパン節である。
調子の良さ・明るさが持ち味であり、お国自慢・自己紹介などさまざまな歌詞がつけられる。また、替え歌として滑稽な歌詞がつけられることも多い。
岩手県雫石町の民謡「どどさい節」が曲の元となったという説もある。
毎年8月中旬に「ドンパン祭り」と称し、秋田県大仙市役所中仙庁舎の広場において、盆踊りを行っている。